# Peruánsko-chilský příkop

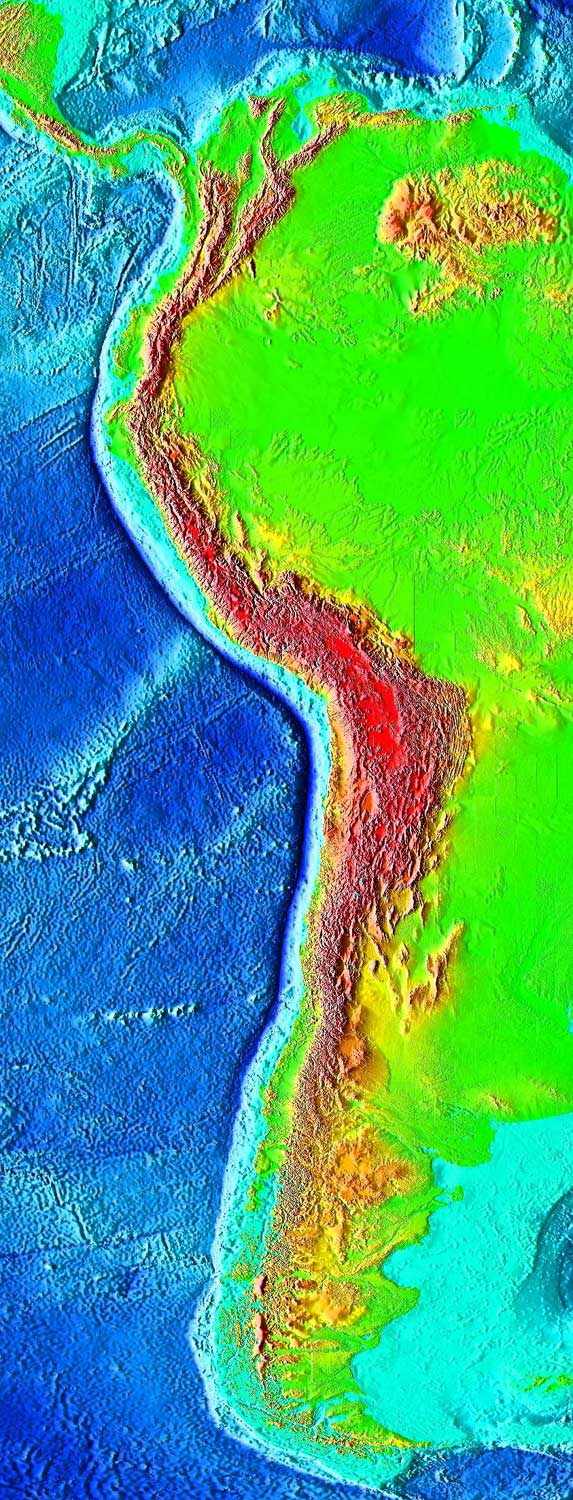
Peruánsko-chilský příkop (nejtmavší modrá)

Peruánsko-chilský příkop, známý také jako Atakamský příkop se nachází na východě Tichého oceánu okolo 160 km od pobřeží Peru a Chile. Je to nejdelší a devátý nejhlubší oceánský příkop na světě. Dosahuje maximální hloubky pod mořskou hladinou 8 065 metrů a je přibližně 5 900 kilometrů dlouhý. Jeho průměrná šířka je 64 kilometrů a pokrývá území o rozloze asi 590 000 km2.
Příkop je výsledkem podsouvání východního okraje tektonické desky Nazca pod desku Jihoamerickou. V důsledku podsouvání (subdukce) těchto dvou desek vznikly dva oceánské hřbety: hřbet Nazca a hřbet Juan Fernández. Kůra Jižní Ameriky byla deformována a zahušťována konvergencí litosférických desek, což způsobilo vznik jednoho z největších pohoří světa Andy (část pohoří Kordillery). Tání hornin okolo podsouvající se desky vedlo k vulkanismu a proto je mnoho vrcholů v Andách sopečného původu. Nejvyšší hora And a zároveň celé Ameriky - Aconcagua (6 961 m n. m.) však sopkou není.
Peruánsko-chilský příkop je oblastí s častým výskytem zemětřesení a podmořské sopečné činnosti. Zemětřesení okolo příkopu způsobila ve 20. století devět velkých tsunami, které vedly k více než 2 000 úmrtím.